# Trojans KC
Trojans Korfball Club is een Britse korfbalvereniging. De club is nationaal kampioen geworden van 2008 t/m 2022. In 2023 verloren zij de finale, waardoor zij na 13 titels onttroond zijn als Engels kampioen.

## Geschiedenis
De club is opgericht in 1972 en deed pas na 30 jaar mee om de Britse kampioenschappen.

## Erelijst
- Brits kampioen, 13x (2008, 2009, 2010, 2011, 2012, 2013, 2014, 2015, 2016, 2017, 2018, 2019, 2022)
- IKF Europa Shield kampioen, 2x (2007, 2008)

## Europees
Trojans deden vanaf 2009 onafgebroken mee aan de Europacup. Zij wonnen 3 keer de 3e prijs (2012, 2017, 2019)